# Тазахараба
Тазахараба (груз. თაზახარაბა) — село в Грузии, на территории Цалкского муниципалитета края (мхаре) Квемо-Картли.

## География
Село находится в юго-восточной части Грузии, на южном склоне Триалетского хребта, на расстоянии приблизительно 12 километров (по прямой) к северо-северо-западу от города Цалка, административного центра муниципалитета. Абсолютная высота — 1819 метров над уровнем моря.

## Население
По результатам официальной переписи населения 2014 года в Тазахарабе проживало 47 человек (22 мужчины и 27 женщин). В национальной структуре населения армяне составляли 100 %.
| Год  | Население, человек |
| ---- | ------------------ |
| 2002 | 137                |
| 2014 | ↘ 47               |